# Rădulești (okręg Jałomica)
Rădulești – wieś w Rumunii, w okręgu Jałomica, w gminie Rădulești. W 2011 roku liczyła 1006 mieszkańców.